# Natura 2000-område nr. 9 Strandenge på Læsø og havet syd herfor
Natura 2000-område nr. 9 Strandenge på Læsø og havet syd herfor er en naturplan under det fælleseuropæiske Natura 2000-projekt. Planområdet Læsø og havet syd herfor ligger i Læsø Kommune, og har et samlet areal på 102.714 ha, hvoraf 98.958 ha af hav; På land er 3.130 ha af arealet
omfattet af naturbeskyttelseslovens § 3. Det er udpeget både som fuglebeskyttelsesområde, Ramsarområde og EU-habitatområde. Flere dele af området er fredet, i alt 7 fredninger med et samlet areal på 3.723 ha, hvoraf det største areal Rønnerne på 1.750 ha blev fredet i 1980 .
Den sydlige del af Læsø er et eksempel på landhævningsstrandenge, der har udviklet sig siden landhævningens start for 7-
8000 år siden, og fortsætter her ca. 5 mm om året. I lang tid var der 4 øer eller holme, men pga. landhævningen er de 3 første Færøn, Langerøn og
Kringelrøn vokset sammen. Hornfiskrøn ligger stadig omgivet af vand mod syd. Disse rønner udgør i dag de vidtstrakte strandenge, men De højere liggende dele af Rønnerne er bevokset med hede.
Rønnerne, der udgør hovedparten af Habitatområde 9. Rønnerne er unikke grundet deres fortsatte udvikling, og er
karakteriseret af en meget artsrig flora.
Planområdets nordøstlige del er karakteriseret ved veludviklede forekomster af klitter, klithede og flere botanisk værdifulde
klitlavninger.
I havområdet er der forekomster af naturtypen boblerev der er af international betydning, men deres
udbredelse kendes ikke. Boblerev, er et ansvarsområde
,
da den danske forekomst udgør mere end 20 % af det samlede
areal på biogeografisk niveau.
Natura 2000-området grænser op til T-ruten, der er
en international skibsrute til og fra Østersøen med intensiv skibstrafik.
Havnaturtyper og de store fugleforekomster er sårbare overfor forurening
med olie fra udslip og grundstødte skibe.

## Fuglebeskyttelsesområde
Udpegningen som fuglebeskyttelsesområde er begrundet med yngleforekomster (Y) og træk (T) af Mørkbuget knortegås (T),
Edderfugl (T),
Sortand (T),
Fløjlsand (T),
Trane (Y),
Klyde (Y/T),
Lille kobbersneppe (T)
Tinksmed (Y)
Almindelig ryle (Y/T)
Havterne (Y),
Dværgterne (Y),
Splitterne (Y),
og mosehornugle (Y)
Det er et vigtigt overvintringsområde for havdykænder.
Natura 2000-planen er koordineret med vandplanlægningen i 1.1 Nordlige Kattegat, Skagerrak.